# 中山旦子
中山 旦子（なかやま あきこ、1986年12月2日 - ）は、日本の舞台女優。神奈川県座間市出身。以前はオスカープロモーションに所属していた。

## 人物
- 趣味は読書、映画鑑賞、水泳。
- 特技はピアノ、エレクトーン、声楽、バレエ、日本舞踊。

## 出演

### 舞台
- ミュージカル『TOKYOアリス2001』（2001年8月） - ドゥ 役
- ミュージカル『ダルニー・ラプソディー』（2002年4月） - 大原タツ子 役
- ミュージカル『美少女戦士セーラームーン』（2003年7月 - 2004年1月、サンシャイン劇場ほか） - 大気光 / セーラースターメイカー 役（2代目）
- ミュージカル『美少女戦士セーラームーン』（2004年7月 - 2005年1月、サンシャイン劇場ほか） - 天王はるか / セーラーウラヌス 役（4代目）
- Air studio『ミュージカル  GO．JET!GO!GO! Vol．2』（2005年5月） - 夏代 役
- Air studio『奴ら〜オレの海よ母よ』（2005年6月） - 黒田サキ 役
- Air studio『ミュージカル  GO．JET!GO!GO! サプライズ版』（2005年10月） - 夏代 役
- ミュージカル『森は生きている』（2006年7月、天王洲銀河劇場） -  8月の精 / 森の精・ウサギ 役
- 愛・地球博閉幕1周年記念ミュージカル『あした』（2006年9月） - キジ 役
- 劇団夜想会『愛と不安の夏』（2007年4月）
- ミュージカル『Mozart!』（2007年11月 - 12月、帝国劇場）  - アンサンブル
- ミュージカル『ルドルフ〜ザ・ラストキス〜』（2008年5月 - 6月、帝国劇場）
- ミュージカル『エリザベート』（2008年8月 - 2009年1月、中日劇場・博多座・帝国劇場・梅田芸術劇場） - アンサンブル

### テレビドラマ
- 土曜ワイド劇場 警視庁女性捜査班2・4（2000年11月11日・2003年10月25日、テレビ朝日） - 坂本麻美 役

### CM
- 東京ディズニーリゾート（2006年4月 - 6月）